# Planta de Rocky Flats
La planta Rocky Flats fue un complejo de fabricación estadounidense que producía piezas de armas nucleares en el oeste de los Estados Unidos, cerca de Denver, Colorado. La misión principal de la instalación fue la fabricación de carcasas de plutonio, que eran enviados a otras instalaciones para ser ensamblados en armas nucleares. Operado desde 1952 hasta 1992, el complejo estuvo bajo el control de la Comisión de Energía Atómica de los Estados Unidos (AEC), sucedido por el Departamento de Energía (DOE) en 1977.
La producción de carcasas de plutonio se detuvo en 1989 después de que agentes de la EPA y el FBI allanaron las instalaciones y la planta se cerró formalmente en 1992. Los operadores de la planta (Rockwell) luego se declararon culpables de violaciones criminales de la ley ambiental. En ese momento, la multa era una de las mayores sanciones en un caso de derecho ambiental.

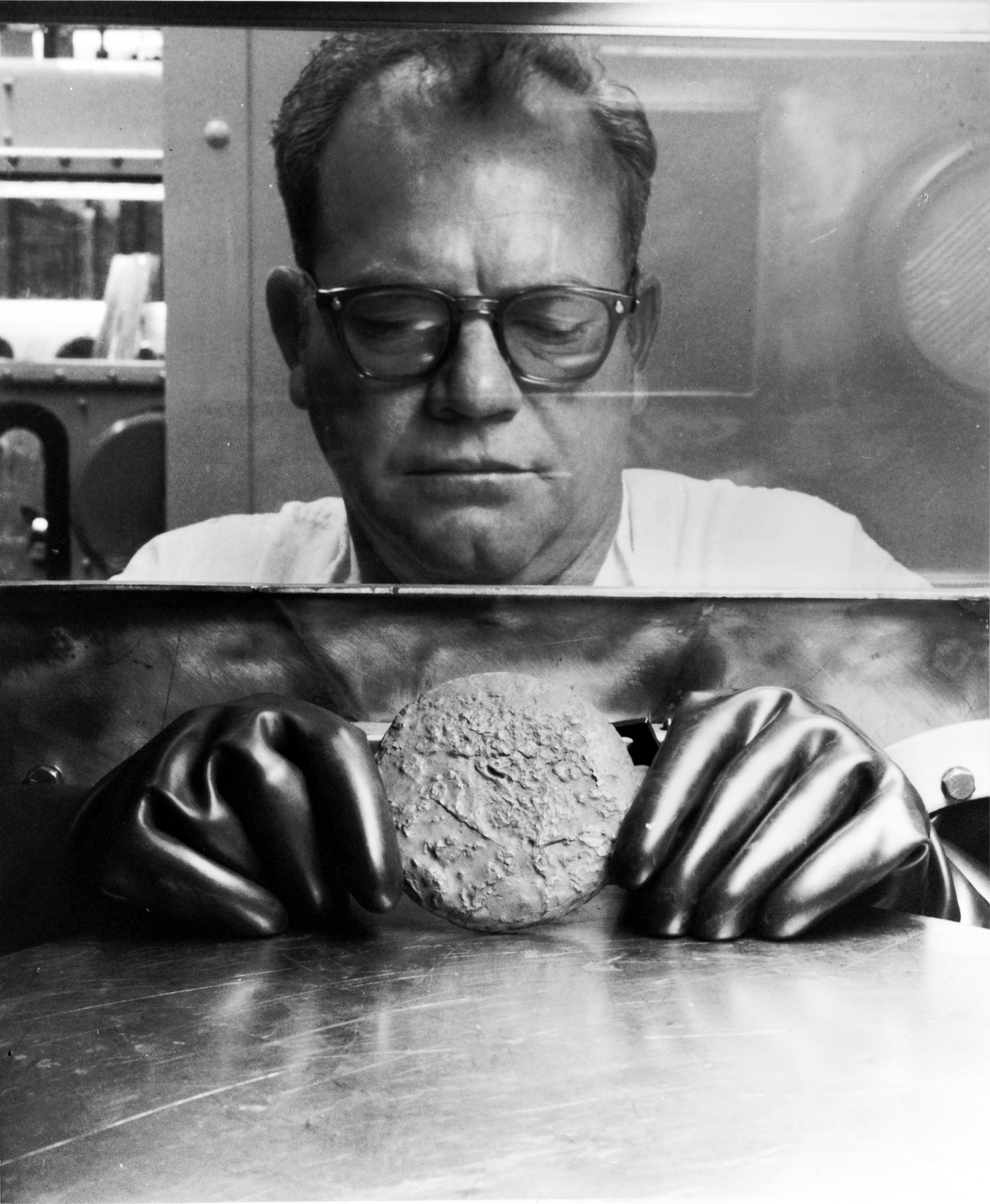
Trabajador con un disco de plutonio en una caja de guantes.

La limpieza comenzó a principios de la década de 1990, y el sitio logró el cierre reglamentario en 2006. El esfuerzo de limpieza desmanteló y demolió más de 800 estructuras; eliminó más de 21 toneladas de material para armas; eliminó más de 1.3 millones de metros cúbicos de desechos; y trató más de 60 millones de litros de agua. También se construyeron cuatro sistemas de tratamiento de aguas subterráneas. Hoy, la planta de Rocky Flats no existe más. El sitio de la antigua instalación consta de dos áreas distintas: (1) la "Unidad Central Operable" (incluida la antigua área industrial), que permanece fuera del alcance del público como un sitio "Superfund" de CERCLA, propiedad y administrado por Departamento de Energía de los Estados Unidos, y (2) el Refugio Nacional de Vida Silvestre Rocky Flats, propiedad y administrado por el Servicio de Pesca y Vida Silvestre de los Estados Unidos. Se determinó que el Refugio (también conocido como la "Unidad Operable Periférica") era adecuado para un uso sin restricciones. Cada cinco años, el Departamento de Energía de EE. UU., La Agencia de Protección Ambiental de EE. UU. Y el Departamento de Salud Pública y Medio Ambiente de Colorado revisan los datos ambientales y otra información para evaluar si el remedio funciona según lo previsto. La última revisión quinquenal del sitio, publicada en agosto de 2017, concluyó que el remedio del sitio protege la salud humana y el medio ambiente.